# 川崎治夫
川崎 治夫（かわさき はるお）は日本の研究者。2000年より国士舘大学専任教授に就任した。現在国士舘大学名誉教授。情報等の講義を担当した。
川崎治夫の担当した講義は、ホワイトボードを用いた一つ一つ丁寧な板書、フェイストゥーフェイスの指導が学生に好評であった。2017年度をもって退職している。著書や研究論文などの成果を残している。日本大学卒業。
| スタブアイコン | サブスタブ | この項目は、まだ閲覧者の調べものの参照としては役立たない、人物に関連した書きかけの項目です。この項目を加筆・訂正などしてくださる協力者を求めています（P:人物伝/PJ:人物伝）。 |